# Camponotus mina
Camponotus mina är en myrart som beskrevs av Auguste-Henri Forel 1879. Camponotus mina ingår i släktet hästmyror, och familjen myror. Inga underarter finns listade.

## Bildgalleri

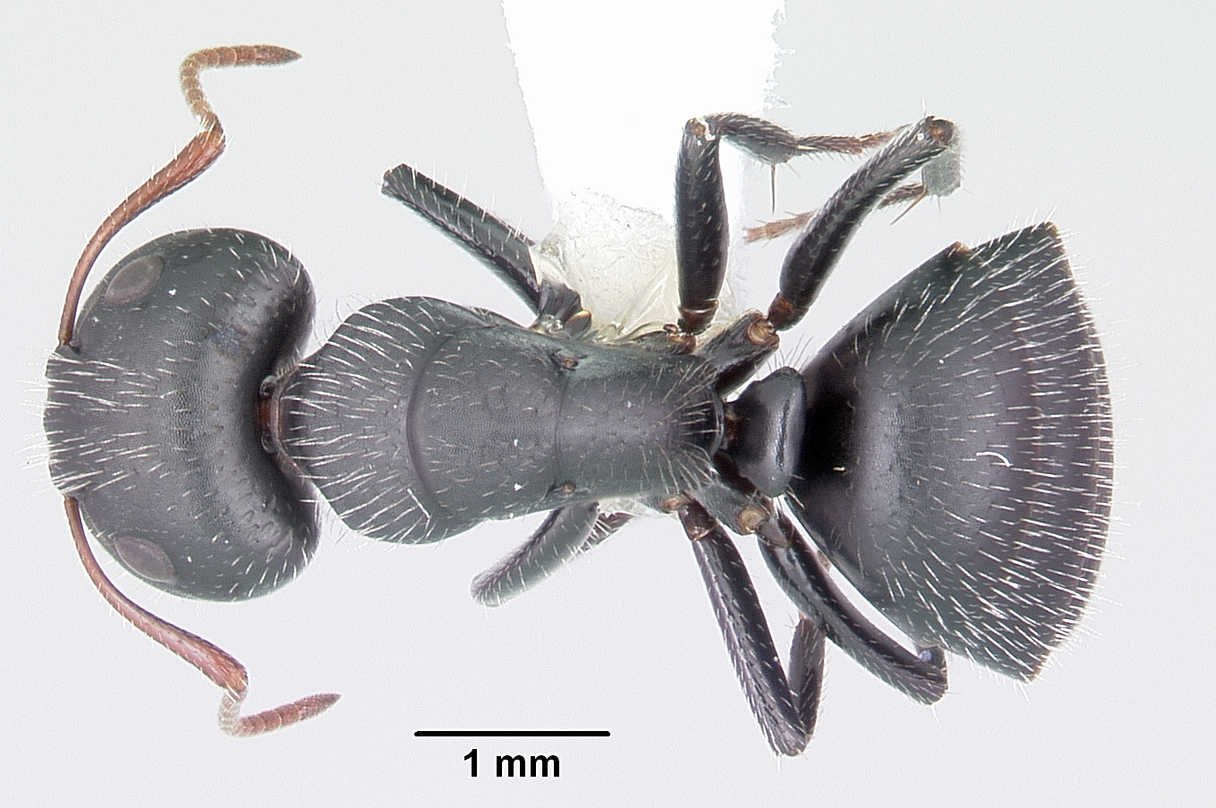
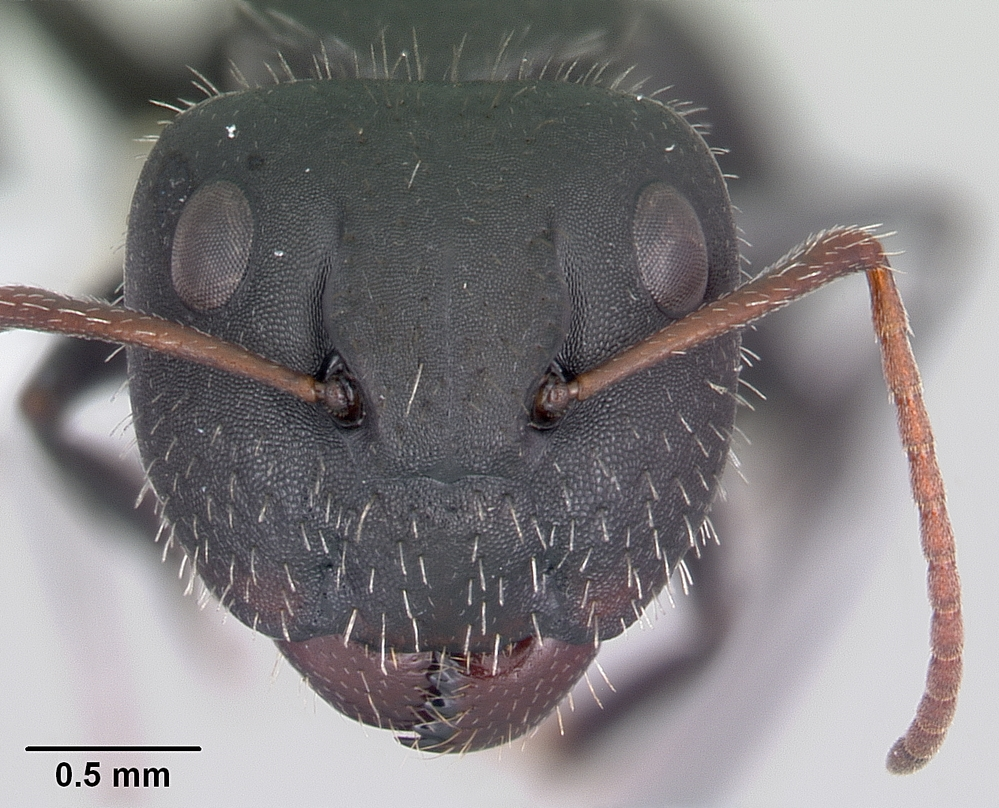
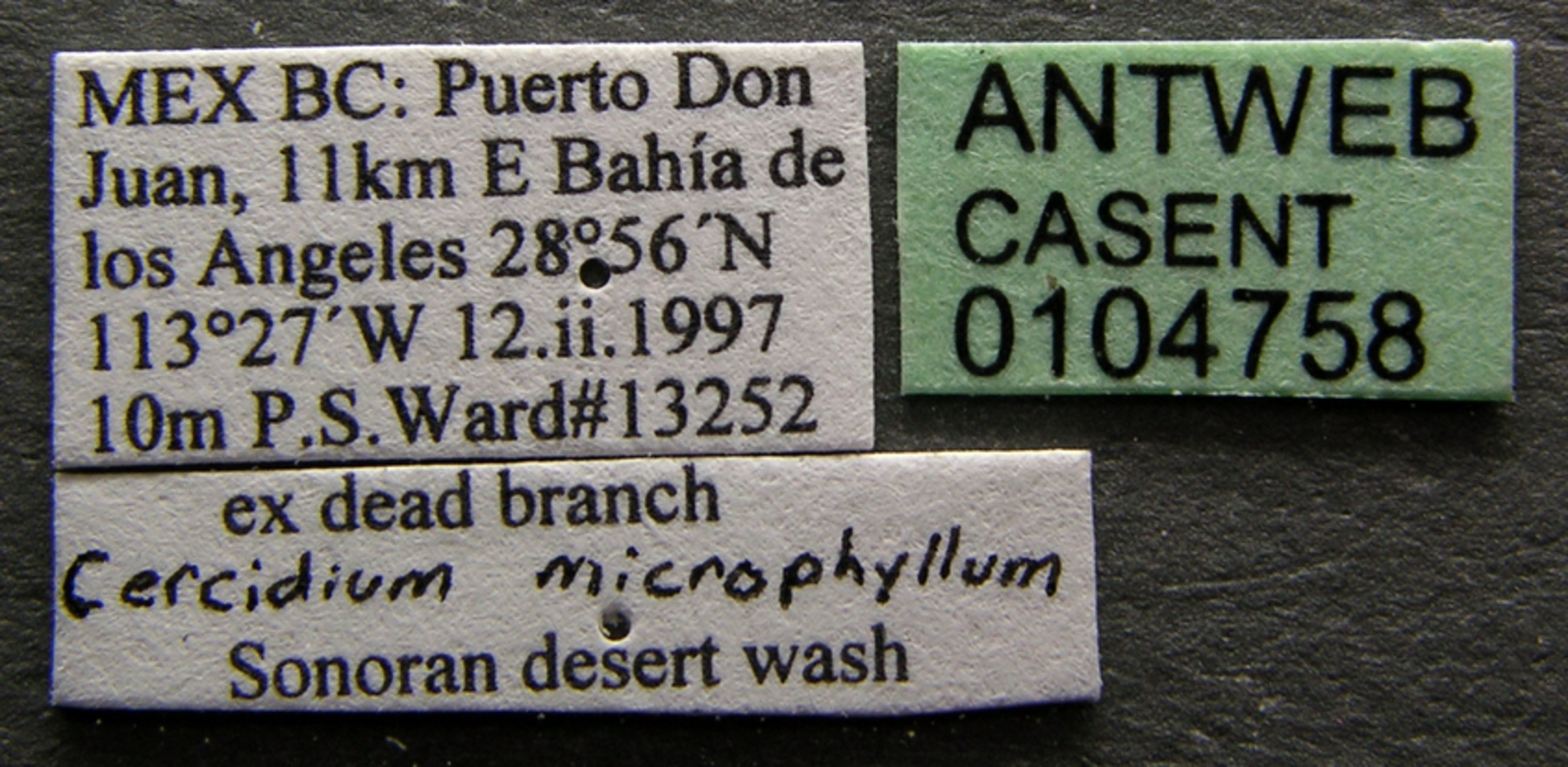
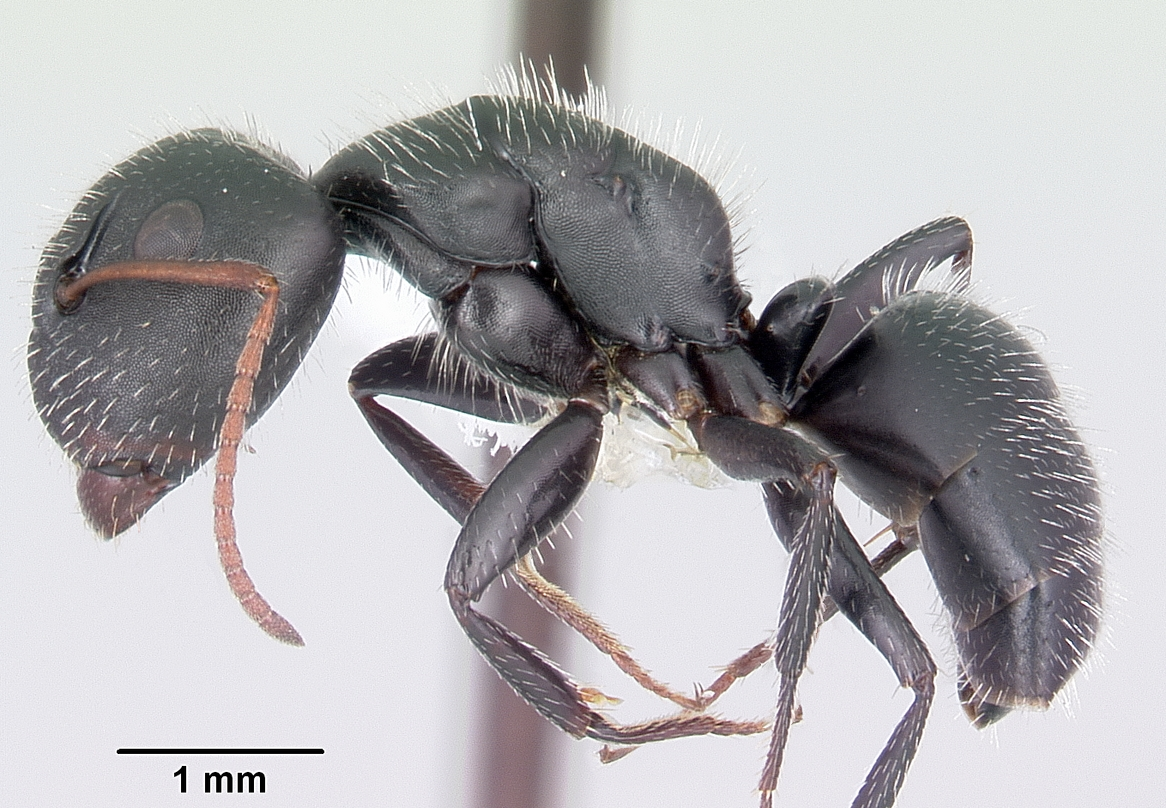
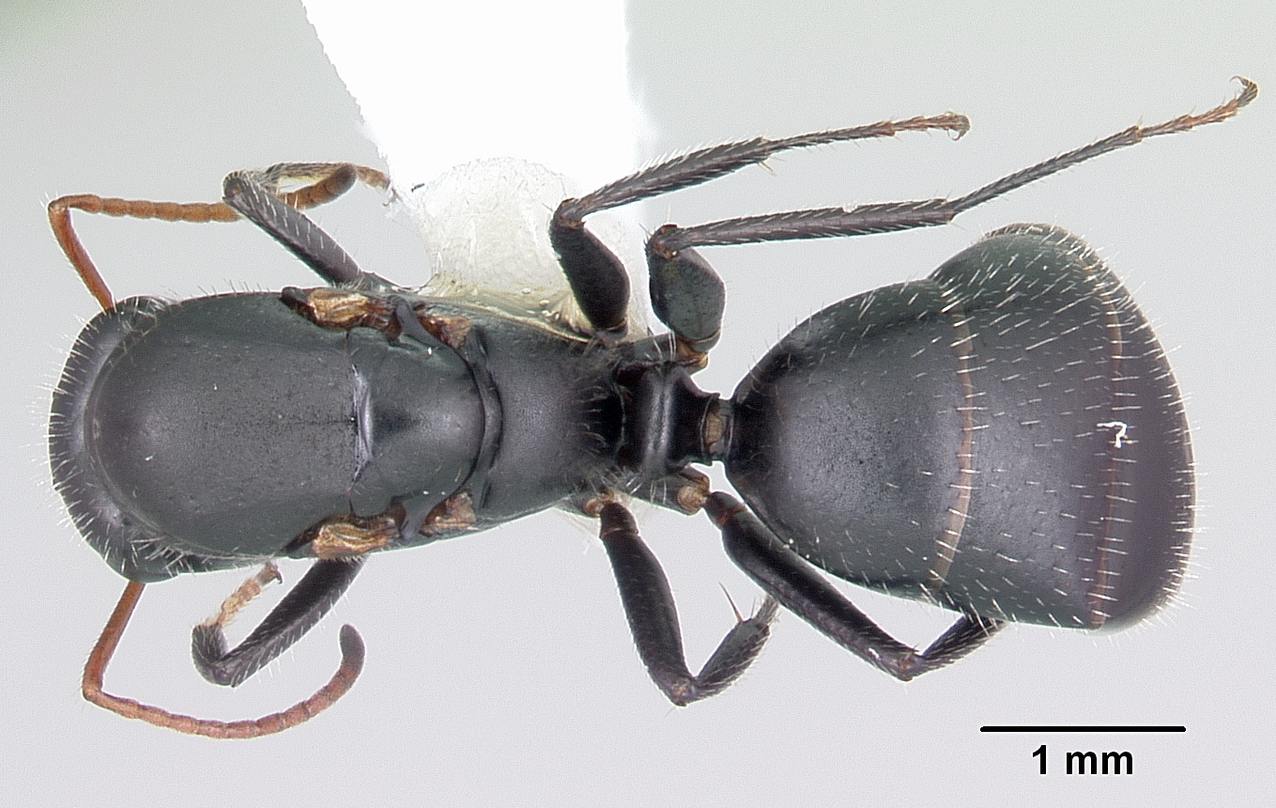
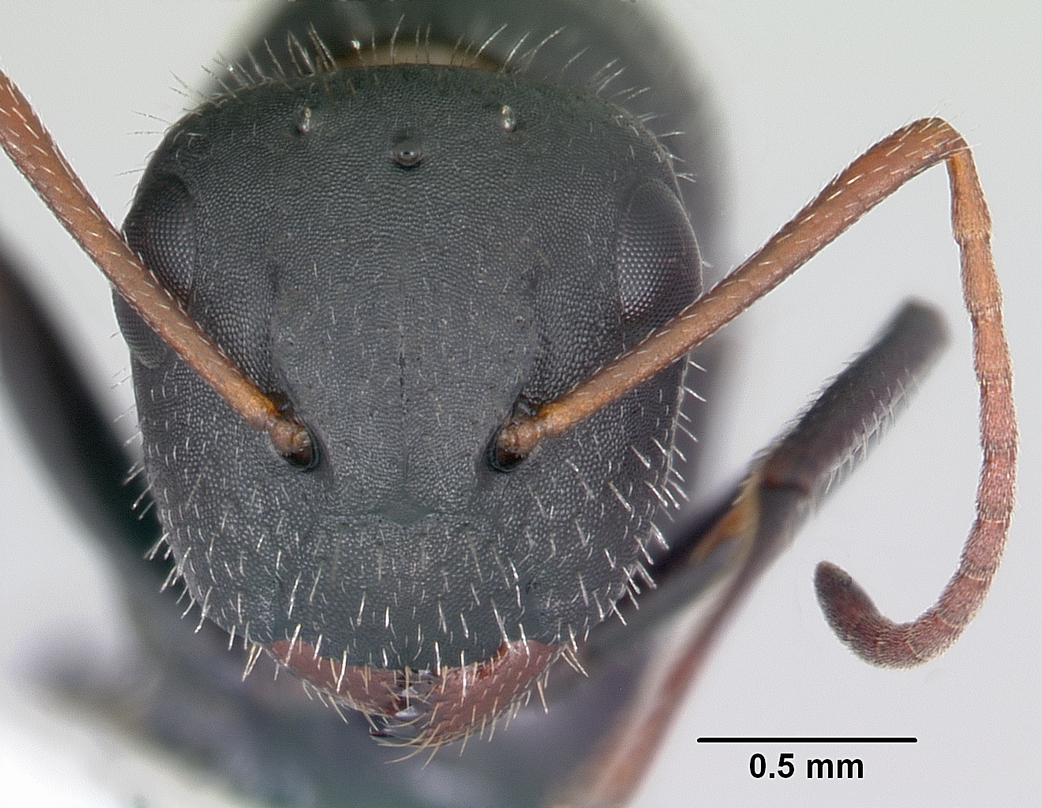